# Lautaro Vergara Osorio
Lautaro Vergara Osorio (Chillán, 6 de diciembre de 1921 - ibidem, 8 de julio de 2000) fue un político chileno, militante del Partido Demócrata Cristiano.

## Biografía
Nació en Chillán el 6 de diciembre de 1921. Hijo de Leonidas Vergara Squella y María Elisa Osorio Uribe. Falleció en su ciudad natal, el 8 de julio de 2000.
Casado con Eliana Herminia Cofré Hernández, con quien tuvo tres hijos: Pedro Alejandro, Jorge Hernán y Lautaro José.
Realizó sus estudios primarios y secundarios en el Liceo de Hombres de Chillán. Posteriormente, ingresó a la Escuela de Aplicación anexa Normal de esa misma ciudad.
Trabajó como empleado de la Radiodifusora de Chillán[¿cuál?], llegando a ser el director de las Radiodifusoras de Chile entre 1946 y 1968.

### Vida pública
Inició sus actividades públicas al ser electo regidor por Chillán en 1953, desempeñándose como tal hasta 1956. Posteriormente, fue reelecto regidor por tres períodos entre 1960 y 1969.
Luego de su primer periodo como regidor se integró al Partido Demócrata Cristiano donde ocupó diversos cargos: consejero Comunal en 1963; vicepresidente provincial en 1964; delegado a la Junta Nacional y presidente comunal en 1965; y presidente provincial entre 1966 y 1967.
En las elecciones parlamentarias de 1969 fue elegido diputado por la Decimosexta Agrupación Departamental, Chillán, Bulnes y Yungay. Integró la Comisión Permanente de Gobierno Interior; la de Obras Públicas y Transportes; y la Comisión Investigadora Encargada de Conocer el Procedimiento en Concesión de Créditos por el Banco del Estado, entre 1969 y 1970.
En las elecciones parlamentarias de 1973 fue reelecto diputado por la misma Agrupación Departamental.  Integró la Comisión Permanente de Gobierno Interior; la de Constitución, Legislación y Justicia; y la de Régimen Interior, Administración y Reglamento. Su periodo parlamentario se vio interrumpido por el golpe de Estado de 1973.